# Enbetsu
Enbetsu (jap. 遠別町 Enbetsu-chō) – miasto w Japonii, w prefekturze Hokkaido, w podprefekturze Rumoi. Według danych na rok 2020 miejscowość zamieszkiwało 2 520 mieszkańców , a gęstość zaludnienia wyniosła 4,3 os./km².